# Dieta Atkinsa
Dieta Atkinsa - jest to rodzaj diety ubogowęglowodanowej, opracowanej przez Roberta Atkinsa, amerykańskiego kardiologa w latach 70. XX wieku. Głównym założeniem diety jest ograniczenie spożywania węglowodanów, co jest przedstawiane jako klucz do utraty wagi oraz na zachowanie szczupłej sylwetki. Natomiast zasadniczym źródłem energii są białka i tłuszcze.
Dieta Atkinsa została przedstawiona jako modowa dieta o niskiej zawartości węglowodanów oraz wysokiej zawartości białek i tłuszczów. Firma produkująca dietę Atkinsa Atkins Nutritionals sugeruje, że dzienne spożycie tłuszczów nasyconych powinno zostać ograniczone do 20% całkowitej liczby kalorii.
Początkowo dieta została zaprojektowana, jako dieta, która ma za zadanie pomóc w utrzymaniu prawidłowego poziomu cukru we krwi. Jednakże po czasie stała się popularną strategią odchudzania. Książka Dr. Atkinsa New Diet Revolution sprzedała się w 12 milionach egzemplarzy, ''co czyni ją najlepiej sprzedającą się książką o modnych dietach''.

## Co można jeść, a czego unikać
Produkty dozwolone:
- mięso: m.in. drób, bekon, wołowina, wieprzowina,
- ryby,
- jajka,
- tłusty nabiał: ser, masło, śmietana,
- masło i oleje roślinne,
- orzechy i ziarna dozwolone są od fazy II,
- kawa (bez dodatku mleka i cukru),
- herbata (bez cukru
- warzywa skrobiowe, takie jak marchew, ziemniaki oraz rośliny strączkowe dozwolone są od fazy III,
- owoce o niskim indeksie glikemicznym, takie jak truskawki, maliny, śliwki, wiśnie można wprowadzać w fazie II,

Produkty niedozwolone:
- produkty zbożowe: mąki, kasze, ryż, makarony, płatki zbożowe, pieczywo oraz wypieki cukiernicze,

- cukier w czystej postaci oraz słodycze, soki i napoje gazowane,
- alkohol[2][3]

## Fazy diety Atkinsa
Dieta Atkinsa podzielona jest na 4 fazy:
- Faza pierwsza, (faza indukcji): powinna trwać co najmniej 2 tygodnie, a jej celem jest początkowa utrata masy ciała. W sytuacji gdy wymagana jest większa redukcja masy ciała, fazę tę należy wydłużyć. Aby rozpocząć proces utraty wagi zaleca się spożywanie maksymalnie 20 g węglowodanów dziennie (wyliczanych poprzez odjęcie błonnika od całkowitej liczby węglowodanów), co odpowiada mniej więcej 2 szklankom gotowanych warzyw. W tej fazie dozwolone jest spożywanie od 3 do 5 posiłków dziennie z przerwami między nimi nie dłuższymi niż 6 godzin. Każdy posiłek powinien zawierać białko zwierzęce (nie ma konieczności usuwania z mięsa widocznego tłuszczu i skóry). Dozwolone jest masło oraz wszelkiego rodzaju oleje roślinne. Ważne jest, aby codziennie pić wodę mineralną i herbatki ziołowe. Umiarkowane ilości kawy (kofeinowej lub bezkofeinowej) i herbaty również są akceptowane.
- Faza druga: przewiduje dalszą redukcję masy ciała, ale w wolniejszym tempie niż w fazie pierwszej. Ilość węglowodanów, którą można spożyć waha się od 25 do 60 g dziennie. Początkowo zaczyna się od 25 g i stopniowo zwiększa o 5 g tygodniowo. Za właściwe tempo utraty masy ciała uważa się około 1 kg na tydzień. W tej fazie można spożywać wszystkie produkty dozwolone w fazie I, a dodatkowo orzechy i ziarna oraz wybrane owoce, takie jak: jagody, truskawki, maliny oraz melon.
- Faza trzecia: to etap, w którym kontynuuje się redukcję wagi, ale w mniejszym stopniu niż na poprzednich etapach. W tej fazie ustala się swój indywidualny poziom spożycia węglowodanów, który pozwala na dalszą utratę masy ciała. W tym okresie co tydzień można zwiększać spożycie węglowodanów o 10 g, aż do momentu, gdy spadek wagi ustanie. Do dotychczasowej diety można wprowadzić niewielkie ilości ziemniaków, marchewki oraz roślin strączkowych. Do codziennych posiłków można dodać około 1/2 szklanki płatków owsianych lub brązowego ryżu. Dozwolone owoce na tym etapie to jabłka banany, kiwi, wiśnie, śliwki, brzoskwinie i mango.
- Faza czwarta: faza ta nie różni się pod względem dozwolonych produktów od fazy poprzedniej. Spożywa się w niej tyle węglowodanów, ile jest konieczne do utrzymania masy ciała na stałym poziomie. Rekomenduje się również włączenie regularnej aktywności fizycznej, najlepiej 30 minut umiarkowanego wysiłku, przynajmniej 5–6 razy w tygodniu[2].

## Skuteczność
Nie istnieje za wiele dowodów na skuteczniejszość diety Atkinsa w porównaniu z poradnictwem w odchudzaniu po 6-12 miesiącach. Po roku nie stwierdza się za dużych różnic (wówczas dieta Atkinsa doprowadziła do od 0,1% do 2,9% większej utraty masy ciała, niż grupy kontrolne, które otrzymały poradnictwo w celu redukcji wagi). 
Podobnie jest w przypadku innych programów redukcyjnych na przykład takich jak dieta niskotłuszczowa - efektywność zmniejsza się w miarę upływu czasu.

## Ryzyko
W początkowych dniach drastycznego ograniczenia węglowodanów dochodzi do spadku zapasów glikogenu w komórkach, a utrata masy ciała jest głównie wiąże się z utratą wody. Zbyt duża ilość tłuszczu może prowadzić do podwyższenia poziomu cholesterolu całkowitego oraz frakcji sprzyjających miażdżycy, co w rezultacie zwiększa ryzyko rozwoju tej choroby. Przewlekłe stosowanie diety Atkinsa może zwiększyć ryzyko wystąpienia niektórych chorób: wątroby, serca oraz nowotworów. Również ze względu na niską zawartość węglowodanów w diecie, poziom błonnika spada, co może prowadzić do spowolnienia motoryki jelit i zaparć. Taka dieta może prowadzić także do niedoboru wapnia, ponieważ duża ilość białka utrudnia jego wchłanianie w jelitach. Ponadto stan ketozy może powodować uwalnianie wapnia z kości, co w dłuższej perspektywie może prowadzić do zmniejszenia gęstości mineralnej kości, zwiększonego ryzyka osteoporozy, nieprzyjemnego zapachu z ust oraz do osłabienia.